# Конрад Гардер
Ко́нрад Га́рдер Ве́йбель Ша́ндорф (дан. Conrad Harder Weibel Schandorf; нар. 7 квітня 2005, Гольте) — данський футболіст, нападник португальського клубу «Спортінг» і збірної Данії.

## Клубна кар'єра

### «Норшелланн»
Вихованець футбольних клубів КБ та «Норшелланна». 4 червня 2023 року дебютував в основному складі «Норшелланна» в матчі Суперліги проти «Віборга», замінивши Мохамеда Діоманде. 13 серпня в поєдинку Суперліги проти «Раннерса» забив свій перший гол за «Норшелланн». 24 серпня дебютував в єврокубках в матчі кваліфікації Ліги конференцій УЄФА проти сербського «Партизана». 5 вересня 2023 року офіційно переведений до першої команди, підписавши з клубом трирічний контракт.
22 серпня 2024 року продовжив контракт з «Норшелланном» до 2028 року.

### «Спортінг»
2 вересня 2024 року перейшов у португальський клуб «Спортінг», підписавши п'ятирічний контракт. Сума трансферу становила 19 млн євро, а ще 3 млн передбачені у вигляді бонусів, що стало другим найдорожчим придбанням в історії «Спортінга» (після шведа Віктора Дьокереша). Окрім цього також став найдорожчим трансфером серед данських футболістів, що були придбані із Суперліги. 17 вересня 2024 року дебютував за «Спортінг» в матчі загального етапу Ліги чемпіонів УЄФА проти французького «Лілля», вийшовши на заміну Франсішку Трінкану. 22 вересня в поєдинку проти АВС дебютував у Прімейра-лізі, вийшовши в стартовому складі. У цій грі він забив свій перший гол за «Спортінг», а також зробив результативну передачу. 29 січня 2025 року в матчі Ліги чемпіонів проти італійської «Болоньї» вперше забив гол у єврокубках. У своєму дебютному сезоні допоміг команді оформити «золотий» дубль: виграти Прімейра-лігу та здобути Кубок Португалії, відзначившись у фінальному матчі проти «Бенфіки».

## Кар'єра в збірній
Виступав за збірні Данії до 18 і до 19 років. В жовтні 2024 року вперше отримав виклик в збірну до 21 року, за яку в підсумку дебютував в матчі відбіркового турніру до молодіжного чемпіонату Європи 2025 проти збірної Ісландії.
11 березня 2025 року вперше викликаний до збірної Данії головним тренером Браяном Рімером для участі в матчах плей-оф Ліги націй УЄФА проти збірної Португалії. 23 березня в поєдинку з Португалією дебютував за збірну Данії, вийшовши на заміну Патріку Доргу.
В травні 2025 року потрапив в заявку збірної до 21 року на молодіжний чемпіонат Європи в Словаччині. На турнірі провів чотири матчі, відзначившись дублем проти збірної Фінляндії, а його команда дійшла до чвертьфіналу, де поступилась збірній Франції.

## Статистика виступів

### Клубна статистика
Станом на 17 серпня 2025 
| Клуб              | Сезон             | Чемпіонат         | Чемпіонат | Чемпіонат | Кубок | Кубок | Кубок ліги | Кубок ліги | Єврокубки | Єврокубки | Інші  | Інші | Всього | Всього | Всього |
| Клуб              | Сезон             | Дивізіон          | Матчі     | Голи      | Матчі | Голи  | Матчі      | Голи       | Матчі     | Голи      | Матчі | Голи | Матчі  | Голи   |        |
| ----------------- | ----------------- | ----------------- | --------- | --------- | ----- | ----- | ---------- | ---------- | --------- | --------- | ----- | ---- | ------ | ------ | ------ |
| Норшелланн        | 2022–23           | Суперліга         | 1         | 0         | 0     | 0     | —          | —          | 0         | 0         | —     | —    | 1      | 0      |        |
| Норшелланн        | 2023–24           | Суперліга         | 23        | 5         | 5     | 2     | —          | —          | 5         | 0         | —     | —    | 33     | 7      |        |
| Норшелланн        | 2024–25           | Суперліга         | 7         | 2         | 0     | 0     | —          | —          | 0         | 0         | —     | —    | 7      | 2      |        |
| Норшелланн        | Всього            | Всього            | 31        | 7         | 5     | 2     | 0          | 0          | 5         | 0         | 0     | 0    | 41     | 9      |        |
| Спортінг          | 2024–25           | Прімейра-ліга     | 28        | 5         | 7     | 5     | 3          | 0          | 9         | 1         | 0     | 0    | 47     | 11     |        |
| Спортінг          | 2025–26           | Прімейра-ліга     | 2         | 0         | 0     | 0     | 0          | 0          | 0         | 0         | 1     | 0    | 3      | 0      |        |
| Спортінг          | Всього            | Всього            | 30        | 5         | 7     | 5     | 3          | 0          | 9         | 1         | 1     | 0    | 50     | 11     |        |
| Всього за кар'єру | Всього за кар'єру | Всього за кар'єру | 61        | 12        | 12    | 7     | 3          | 0          | 14        | 1         | 1     | 0    | 91     | 20     |        |

1. ↑  Матчі в Лізі конференцій УЄФА
2. ↑  Матчі в Лізі чемпіонів УЄФА
3. ↑  Матчі в Суперкубку Португалії

### Міжнародна статистика
Станом на 23 березня 2025 
| Збірна            | Сезон             | Товариські | Товариські | Офіційні | Офіційні | Всього | Всього |
| Збірна            | Сезон             | Матчі      | Голи       | Матчі    | Голи     | Матчі  | Голи   |
| ----------------- | ----------------- | ---------- | ---------- | -------- | -------- | ------ | ------ |
| Данія             |                   |            |            |          |          |        |        |
| 2025              | 0                 | 0          | 1          | 0        | 1        | 0      |        |
| Всього за кар'єру | Всього за кар'єру | 0          | 0          | 1        | 0        | 1      | 0      |

### Матчі за збірну
Станом на 23 березня 2025 
| Матчі Конрада Гардера за збірну Данії | Матчі Конрада Гардера за збірну Данії | Матчі Конрада Гардера за збірну Данії | Матчі Конрада Гардера за збірну Данії | Матчі Конрада Гардера за збірну Данії | Матчі Конрада Гардера за збірну Данії | Матчі Конрада Гардера за збірну Данії | Матчі Конрада Гардера за збірну Данії |
| №                                     | Дата                                  | Суперник                              | Рахунок                               | Голи                                  | Картки                                | Хвилини                               | Змагання                              |
| ------------------------------------- | ------------------------------------- | ------------------------------------- | ------------------------------------- | ------------------------------------- | ------------------------------------- | ------------------------------------- | ------------------------------------- |
| 1                                     | 23 березня 2025                       | Португалія                            | 2–5 (дч)                              |                                       |                                       | 23'                                   | Ліги націй УЄФА 2024–25 (плей-оф)     |

Всього: 1 матч / 0 голів; 0 перемог, 0 нічиїх, 1 поразка.

## Досягнення
«Спортінг»
- Чемпіон Португалії: 2024–25[34]
- Володар Кубка Португалії: 2024–25[35]